# Россер, Томас
Томас Лафайет Россер (Thomas Lafayette Rosser) (15 октября 1836 — 29 марта 1910) — американский, конфедеративный и затем снова американский военный деятель, генерал от кавалерии армии Конфедерации во время Гражданской войны в США, впоследствии военный инструктор во время Испано-американской войны и железнодорожный инженер. Был любимцем Джеба Стюарта, получил известность во время Гражданской войны по обе стороны фронта за смелые кавалерийские рейды, боевую оперативность и тактическое мастерство.

## Ранние годы
Родился в Кэмпбелле, Вирджиния, но в 1849 году его семья переселилась на ферму около Панолы, Техас; поскольку дела задержали его отца дома, Томасу в неполных 14 лет пришлось самому возглавить переезд семьи на «переселеченских фургонах» до Техаса. В 1856 году поступил в Военную академию США, однако не окончил обучение: когда в 1861 году Техас поддержал Конфедерацию, Россер уволился из академии за две недели до выпуска и отбыл в Монтгомери, Алабама, где поступил на службу в армию Конфедерации.

## Гражданская война
Россер начал службу в артиллерии в звании 1-го лейтенанта, боевое крещение получил в первом сражении при Булл-Ран. В битве при Механиксвилле получил тяжёлое ранение, и получил за это звание подполковника. Однако, он оставил артиллерию и перешел в кавалерию, и был назначен полковником 5-го вирджинского кавалерийского полка.
В марте 1863 ода Россер был вновь тяжело ранен в битве при Келли-Форд, где погиб его друг и однокурсних Джон Пелхам. Россер вернулся в строй только к началу Геттисбергской кампании, во время которой командовал кавалерийскими атаками. Стюарт обещал, что добьётся присвоения Россеру генеральского звания, но 9 сентября 1863 года, при переформировании армии, создания новых бригад и присвоения званий, Россер остался без повышения. Он сильно разозлился на Стюарта, полагая, что тот сознательно вводил его в заблуждение. Стюарт, однако, старался исполнить обещанное, и когда вскоре генерал Уильям Джонс был исключён из корпуса за нарушение субординации, Россер получил в командование его бригаду и звание бригадного генерала.
В 1864 году отличился в Оверлендской кампании, был повышен до генерал-майора, командовал кавалерийской дивизией. Был одним из последних сдавшихся генералов Конфедерации; в апреле 1865 года капитулировав перед северянами в Стонтоне, уже 4 мая был освобождён.

## Послевоенная деятельность
После войны работал сначала в национальной службе доставки, затем перешёл работать в железнодорожную компанию, занимавшуюся строительством линии между Петербергом и Коннельсвиллем, помощником инженера; впоследствии дослужился до главного инженера Канадской Тихоокеанской железной дороги. В 1886 году приобрёл плантацию около Шарлоттсвилля в Вирджинии и занялся фермерским хозяйством. Во время Испано-американской войны в звании бригадного генерала возглавлял добровольческий корпус, занимаясь обучением новобранцев-кавалеристов в лагере в Джорджии, но в боевых действиях не участвовал. После войны окончательно ушел в отставку из армии 31 октября 1898 года, затем вернулся домой, скончался в Шарлоттсвилле.